# Zasoby (zarządzanie)
Zasoby (ang. resources) − wszystkie kontrolowane przez przedsiębiorstwo aktywa, zdolności, procesy, atrybuty, informacje, wiedza itp., które umożliwiają tworzenie i wdrażanie strategii zwiększających jego konkurencyjność.

## Kategorie zasobów
- ograniczone i nieograniczone (naturalne)
- organizacyjne (ludzkie, finansowe, materialne, informacyjne)
- komplementarne

## Model VRIN Barneya
Aby zasoby i kompetencje stały się faktycznym źródłem przewagi konkurencyjnej, powinny być: 
- cenne: przynoszą przedsiębiorstwu korzyści,

- rzadkie: konkurencja ma ograniczony dostęp do tych zasobów,
- trudne do imitacji: konkurencja ma trudności ze zbudowaniem podobnych zasobów i ich wykorzystaniem,
- trudne do zastąpienia: nie są dostępne inne zasoby dostarczające podobnych korzyści,
- dobrze zorganizowane: przedsiębiorstwo może sprawnie wykorzystać zasób w ramach swojej struktury organizacyjnej,
- elastyczne: przedsiębiorstwo może dostosować zasób do nowych potrzeb czy zmiany strategii, utrzymując trwałą przewagę konkurencyjną,
- niezawłaszczalne: zyski generowane przez wykorzystanie zasobu nie mogą zostać przywłaszczone przez partnerów biznesowych.